# Италия на зимних Олимпийских играх 1928
Италия принимала участие в зимних Олимпийских играх 1928 года в Санкт-Морице (Швейцария) во второй раз за свою историю, но не завоевала ни одной медали.

## Состав сборной
13 спортсменов (только мужчины) соревновались в 5 видах спорта:
- бобслей
- лыжное двоеборье («северная комбинация»)
- лыжные гонки
- прыжки на лыжах с трамплина
- скелетон

Самым молодым участником сборной был 18-летний Маттеус Демец, самым старшим — 35-летний Агостино Ланфранки. Знаменосцем был Фердинандо Глюк.

## Результаты

### Бобслей
Соревнования состоялись 18 февраля 1928 года на бобслейной трассе Санкт-Мориц — Челерина. В соревнованиях приняло участие 115 спортсменов из 14 стран: экипажи состояли из 5 человек.
| Боб | Спортсмены                                                                  | Соревнование | 1 заезд | 1 заезд | 2 заезд | 2 заезд | Результат | Результат |
| Боб | Спортсмены                                                                  | Соревнование | Время   | Место   | Время   | Место   | Время     | Место     |
| --- | --------------------------------------------------------------------------- | ------------ | ------- | ------- | ------- | ------- | --------- | --------- |
| ITA | Джанкарло Морпуго Карло Сем Луиджи Черутти Джузеппе Кривелли Пьеро Маркетти | Пятёрки      | 1:45.0  | 17      | 1:49.6  | 21      | 3:34.6    | 21        |

### Скелетон
Соревнования прошли на трассе «Креста Ран», был разыгран 1 комплект наград.
| Спортсмен             | 1 заезд | 1 заезд | 2 заезд | 2 заезд | 3 заезд | 3 заезд | Результат | Результат |
| Спортсмен             | Время   | Место   | Время   | Место   | Время   | Место   | Время     | Место     |
| --------------------- | ------- | ------- | ------- | ------- | ------- | ------- | --------- | --------- |
| Алессандро дель Торсо | 1:05.6  | 7       | 1:04.7  | 7       | 1:04.6  | 7       | 3:14.9    | 7         |
| Агостино Ланфранки    | 1:02.1  | 3       | 1:02.4  | 4       | 1:04.2  | 5       | 3:08.7    | 4         |